# Tępoząb białawy
Tępoząb białawy (Amblyodon dealbatus (Hedw.) Bruch & Schimp.) – gatunek mchu należący do rodziny  parzęchlinowatych.

## Rozmieszczenie geograficzne
Gatunek borealno-górski o mocno porozrywanym zasięgu wokółbiegunowym. Występuje głównie w borealnej strefie Europy (pospolicie w Danii, Norwegii, Szwecji, na Wyspach Brytyjskich oraz w Alpach i w Jurze) i Ameryki Północnej (pospolitszy w zachodniej części kontynentu). Stwierdzany też w Azji oraz (jedno stanowisko) na Ziemi Ognistej. W Polsce rzadki mech torfowiskowy. W górach tylko jedno stanowisko w Tatrach i dwóch na przedpolu Sudetów. 

## Morfologia
Mech rośnie w darniach luźnych koloru bladozielonego. Łodygi o wys. 0,5-1,5 cm są widlastorozgałęzione. Chwytniki tylko u dołu. W przekroju poprzecznym wyraźna wiązka środkowa. Skleroderma i epiderma niewykształcone. Liście wiotkie, wydłużonojajowate, odlegle i tępo ząbkowane. Żebro kończy się przed szczytem liścia. Seta czerwona, o długości 3 cm. Puszka nieco zgięta, wydłużonogruszkowata, przykryta stożkowatym wieczkiem. Perystom podwójny, przy czym zęby perystomu zewnętrznego o połowę krótsze od zębów perystomu wewnętrznego.

## Ekologia
Tępoząb białawy to gatunek wapieniolubny, rosnący albo na wilgotnych półkach i w szczelinach skalnych w piętrze alpejskim, albo też na węglanowych torfowiskach niskich na niżu.

## Zagrożenia i ochrona
Gatunek zagrożony wyginięciem w Polsce. Roślina objęta w Polsce ścisłą ochroną gatunkową od 2004 roku.